# Tarachidia albitermen
Tarachidia albitermen är en fjärilsart som beskrevs av Barnes och Mcdunnough 1916. Tarachidia albitermen ingår i släktet Tarachidia och familjen nattflyn. Inga underarter finns listade i Catalogue of Life.